# Эпибиоз
Эпибиоз (греч. επί — на, над, сверх, при, после и греч. βίος — жизнь.) — «существование, основанное на поверхностном взаимодействии», поселение одних организмов на поверхности других, к примеру обрастание. Явление эпибиоза близко к эпиойкии, но в отличие от эпиойков эпибионты не обладают узкой специфичностью по отношению к субстрату, на котором поселяются. Например, многие прикреплённые (сидячие) инфузории поселяются на поверхности разл. живых организмов.
Если партнеры непосредственно соприкасаются поверхностями, то меньший партнер называется эпибионтом.
Эпибиоз между двумя прокариотами. В физиологическом плане эпибиоз между прокариотами принимает взаимовыгодную форму мутуализма (в частности, синтрофии) или, наоборот, паразитизма.
Эпибиоз между прокариотом и протистом. Документированные случаи эпибиозов прокариотов с протистами довольно редки, однако это не означает, что такие ассоциации мало распространены в природе. В качестве примера можно привести инфузорию Streblomastix strix, населяющую кишечник термитов Zootermopsis angusticolles и Z. nevadensis. В глубоких бороздах на её поверхности помещаются палочковидные бактерии, которые выполняют сенсорную функцию, наделяя хозяина способностью к хемотаксису по отношению к ацетату.